# 鎌田宇朗
鎌田宇朗（2006年2月16日—）是一名日本男子高山滑雪運動員，主攻迴轉和大迴轉項目。2025年，他獲得亞洲冬季運動會男子迴轉項目銅牌。

## 外部連結
- 鎌田宇朗的Instagram帳戶
- 鎌田宇朗在FIS (alpine)（英语）